# Aníbal González Álvarez-Ossorio
Aníbal González y Álvarez-Ossorio (Sevilla, 10 de junio de 1876-Sevilla, 31 de mayo de 1929) fue un arquitecto español. Principal referente de la arquitectura regionalista sevillana, fue el arquitecto director de la Exposición Iberoamericana desde 1911 hasta 1926. En la década de 1920 fue presidente de la Asociación de Arquitectos de Andalucía y vicepresidente del Ateneo de Sevilla. Se casó con Ana Pepa Sánchez

## Biografía

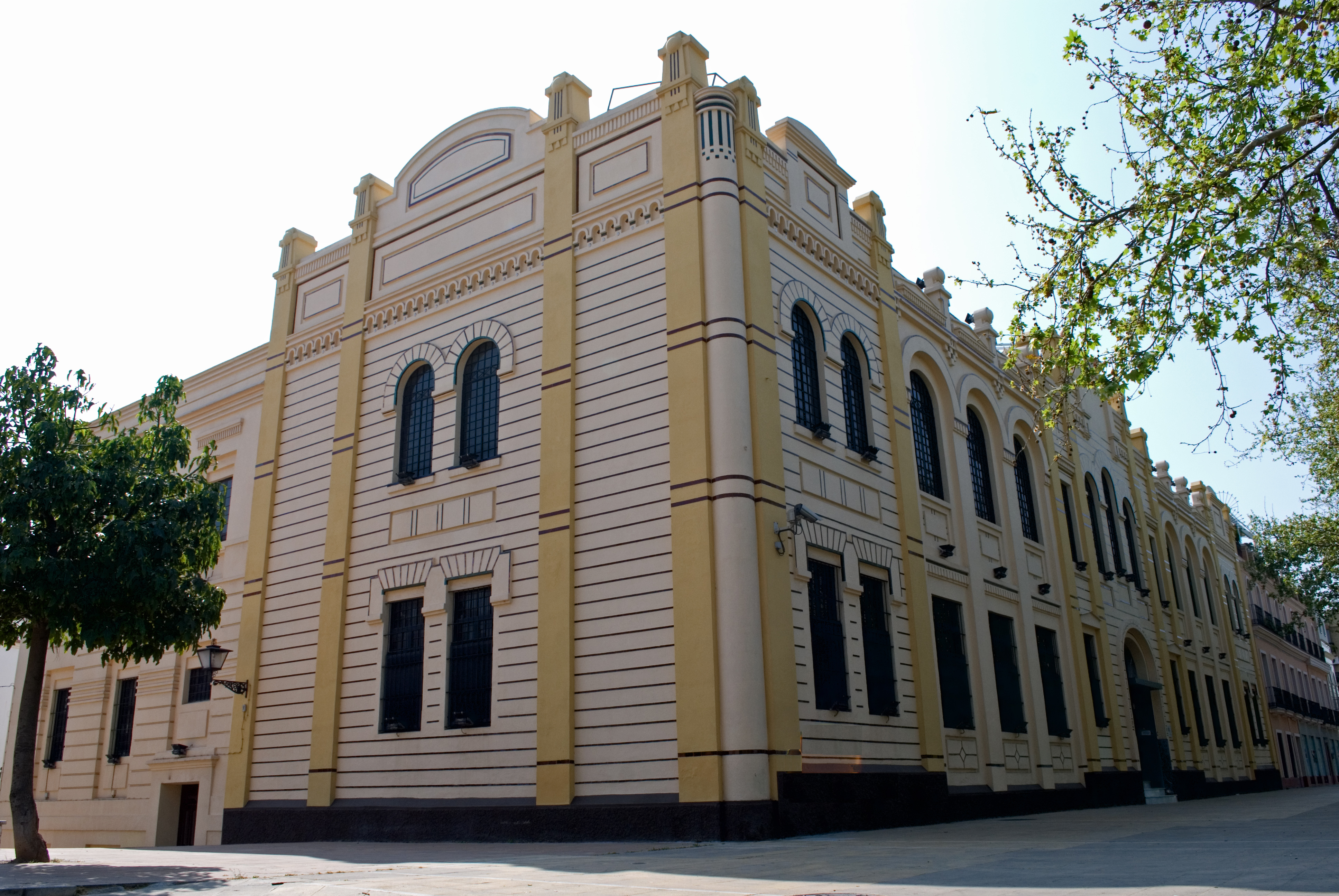
Antigua fábrica de tejidos en la calle Torneo, Sevilla, (1908-1909), encuadrada dentro del periodo modernista del arquitecto.

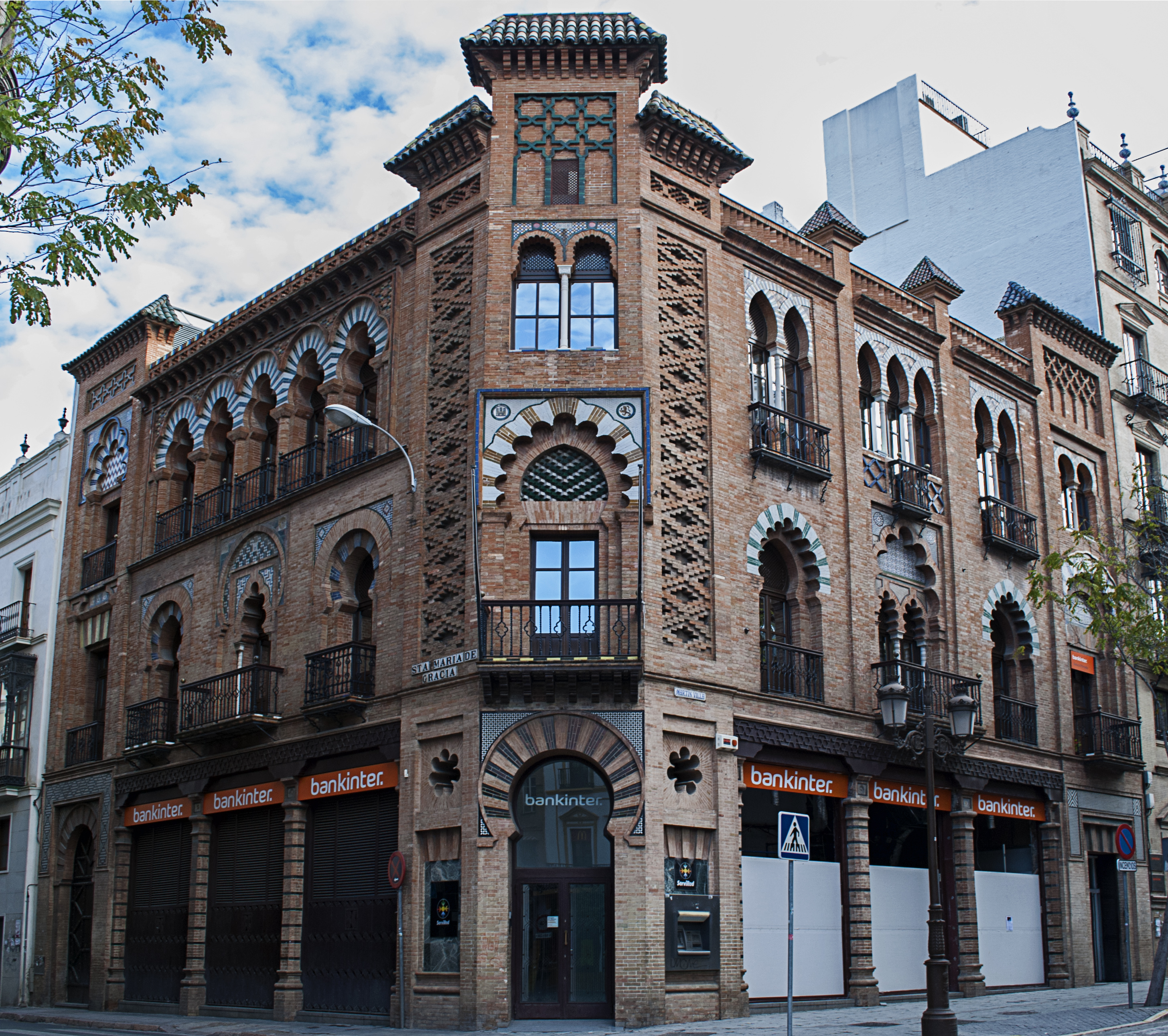
Edificio para Manuel Nogueira (1907-1908), esquina a la plaza de la Campana, en Sevilla. Construcción neomudéjar, realizada tan solo un año después del Café París, que muestra el abandono del estilo modernista realizado por Aníbal González y la adopción de un estilo historicista neomudéjar.

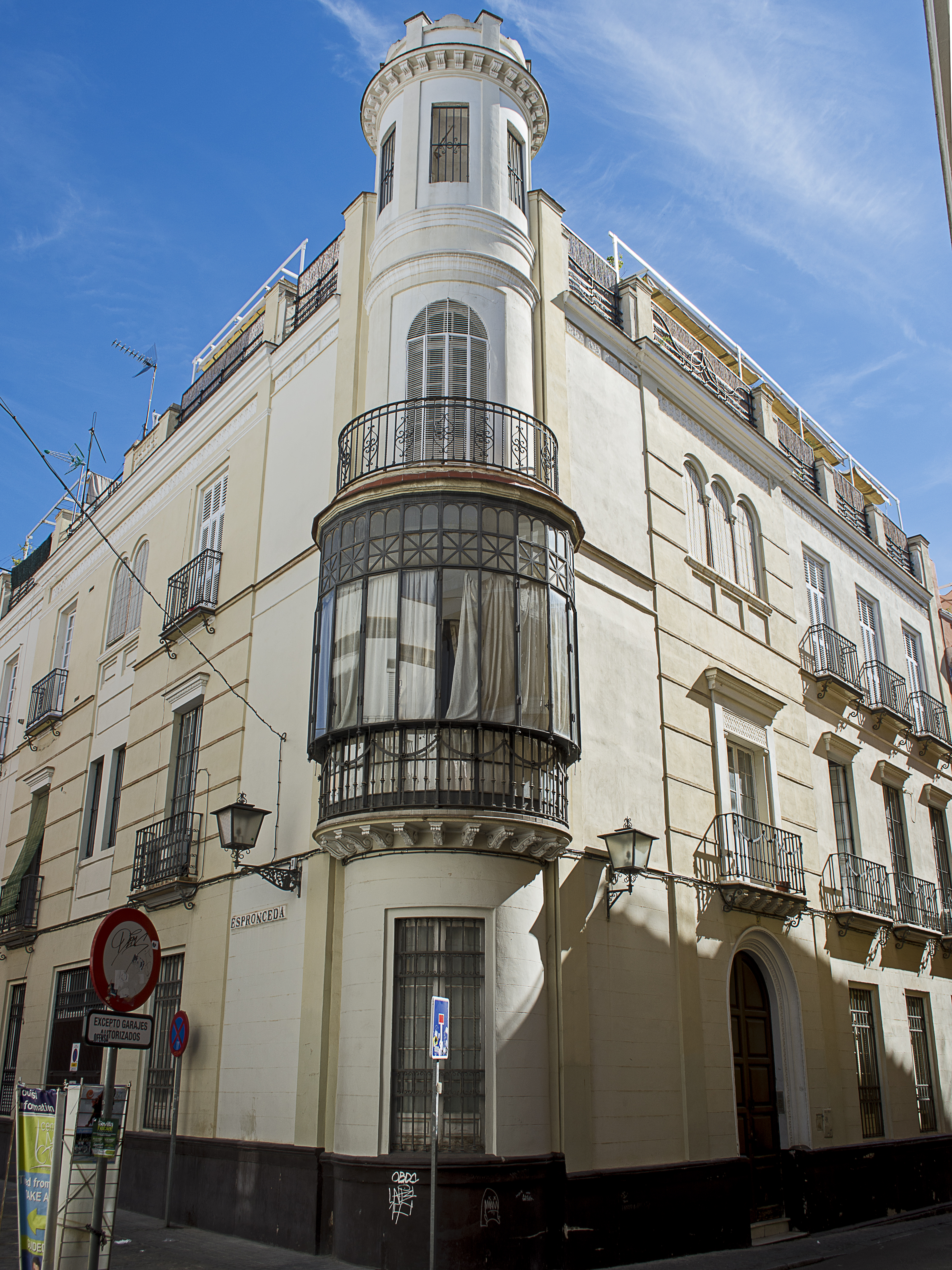
Edificio de viviendas en calle Boteros de Sevilla (1912-1914).

Nació en Sevilla en 1876. Fue el primer hijo del matrimonio formado por José González Espejo y Catalina Álvarez-Ossorio y Pizarro. Cursó su licenciatura en la Escuela Superior de Arquitectura de Madrid. Recibió el título el 25 de noviembre de 1902. Tuvo los mejores resultados académicos de su promoción, en la que también estaban los arquitectos Joaquín Rojí, Tomás Acha, Luchas Alday, Amós Salvador, Miguel G. de la Any, Jerónimo P. Mathet, Juan J. Gorruchaga, Luis López, Calixto Sancho, Demetrio Ribes, Francisco García Navas y Gregorio Rábago. Uno de sus profesores fue Ricardo Velázquez Bosco, máximo exponente del estilo arquitectónico Segundo Imperio y uno de los principales arquitectos eclecticistas de la España del primer tercio del siglo XX. Otro de los profesores que ejercieron una gran influencia sobre Aníbal González fue Vicente Lamperez, destacado restaurador, arquitecto e historiador del arte y miembro de la Real Academia de la Historia.
Sus estudios supusieron un notable esfuerzo económico para su familia. A la formación de González contribuyó su gran afición por la literatura, que le llevaría a compilar a lo largo de su vida una gran biblioteca propia. Un acontecimiento importante en su desarrollo laboral fue su encuentro con su primo-hermano por parte de madre Torcuato Luca de Tena y Álvarez-Ossorio, que sería durante muchos años su protector y consejero. Luca de Tena había logrado una gran influencia en Sevilla y Madrid desde que fundó el periódico ABC y la revista Blanco y Negro. González hizo algunos dibujos para la revista.

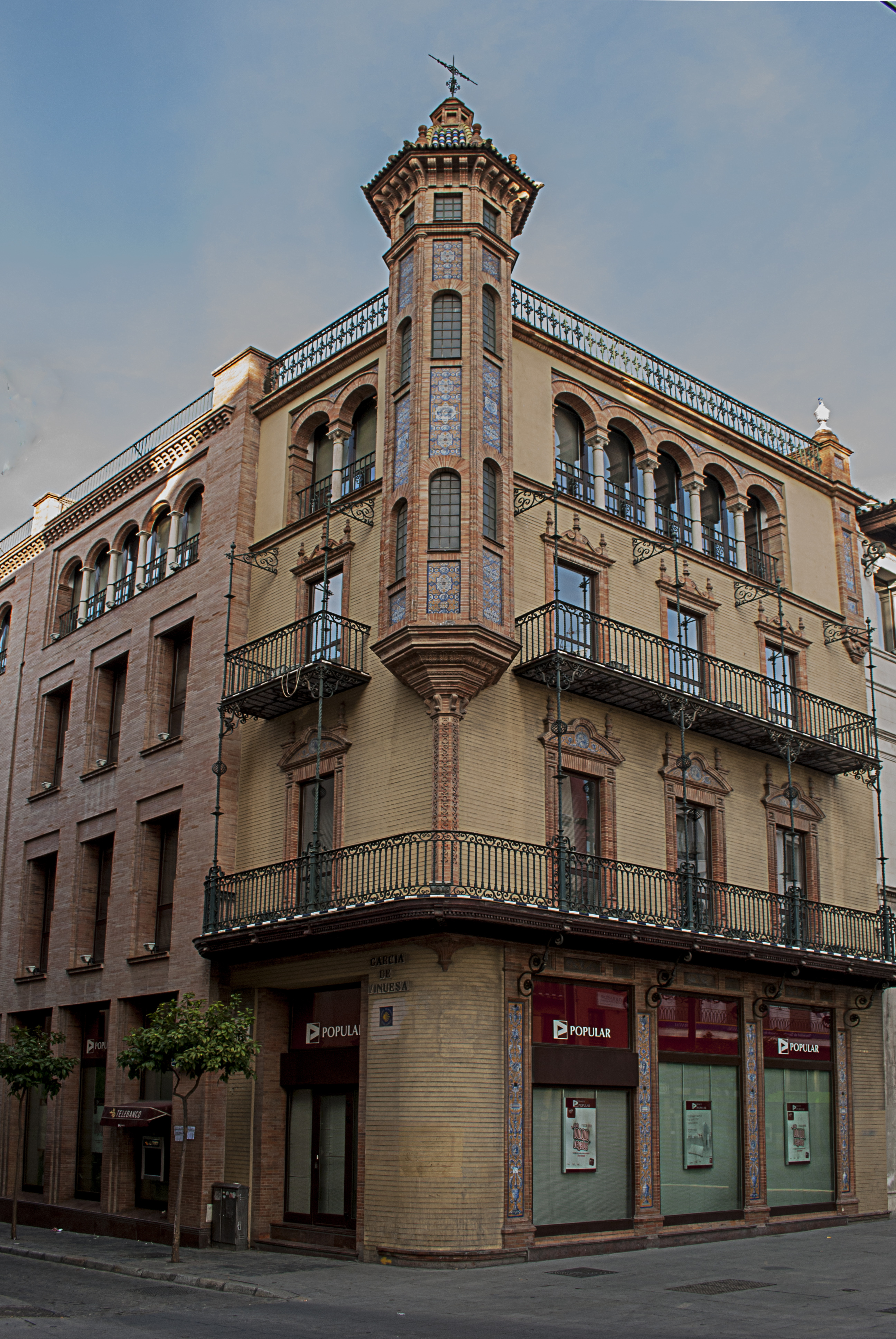
Casa Álvaro Dávila, en avenida de la Constitución de Sevilla (1915-1917) en la que destaca el torreón-mirador en la confluencia con la c/ García de Vinuesa, que ponen de manifiesto la preocupación del arquitecto por las soluciones de esquina.

Tras concluir sus estudios en Madrid, contrajo matrimonio con Ana Gómez Millán, hija de José Gómez Otero. El arquitecto Gómez Otero pertenecía a una familia con cuatro generaciones dedicadas a dicha profesión. Posteriormente, González y su esposa hicieron un viaje por España, visitando varios edificios históricos. González también visitó varias cárceles españolas en dicho viaje, para tomar notas que le sirviesen para el encargo de una cárcel en Sevilla. También influyeron en su trabajo su viaje a Italia y Francia en 1922 y su viaje a Reino Unido en 1924.
Entre 1909 y 1920 se centró en el historicismo y, en especial, en el neomudéjar. En 1910 participó en el concurso de proyectos para el recinto de la Exposición Iberoamericana. En 1911 le fue adjudicado el cargo de director de las obras de la muestra.
El 9 de enero de 1920 sufrió un atentado junto a su casa del que salió ileso, en el que le dispararon dos veces sin llegar a acertarle. En esa etapa el ramo de la construcción se encontraba en huelga y las Juntas de Albañiles publicaron un manifiesto en el que se decía que los arquitectos eran los responsables de que el gremio no hubiera conseguido sus objetivos. La prensa le dio al arquitecto un apoyo incondicional y se organizó una nutrida manifestación que pasó por delante de su casa. El 4 de marzo se conoció que el atentado había sido llevado a cabo por cuatro anarquistas del Sindicato de Peones Albañiles.
El 21 de septiembre de 1920 fue distinguido con la Gran Cruz de la Real Orden de Isabel la Católica y el 17 de febrero de 1922 fue condecorado con la Gran Cruz de la Orden Civil de Alfonso XII. En febrero de 1929, fue nombrado también Hijo Predilecto de Sevilla.

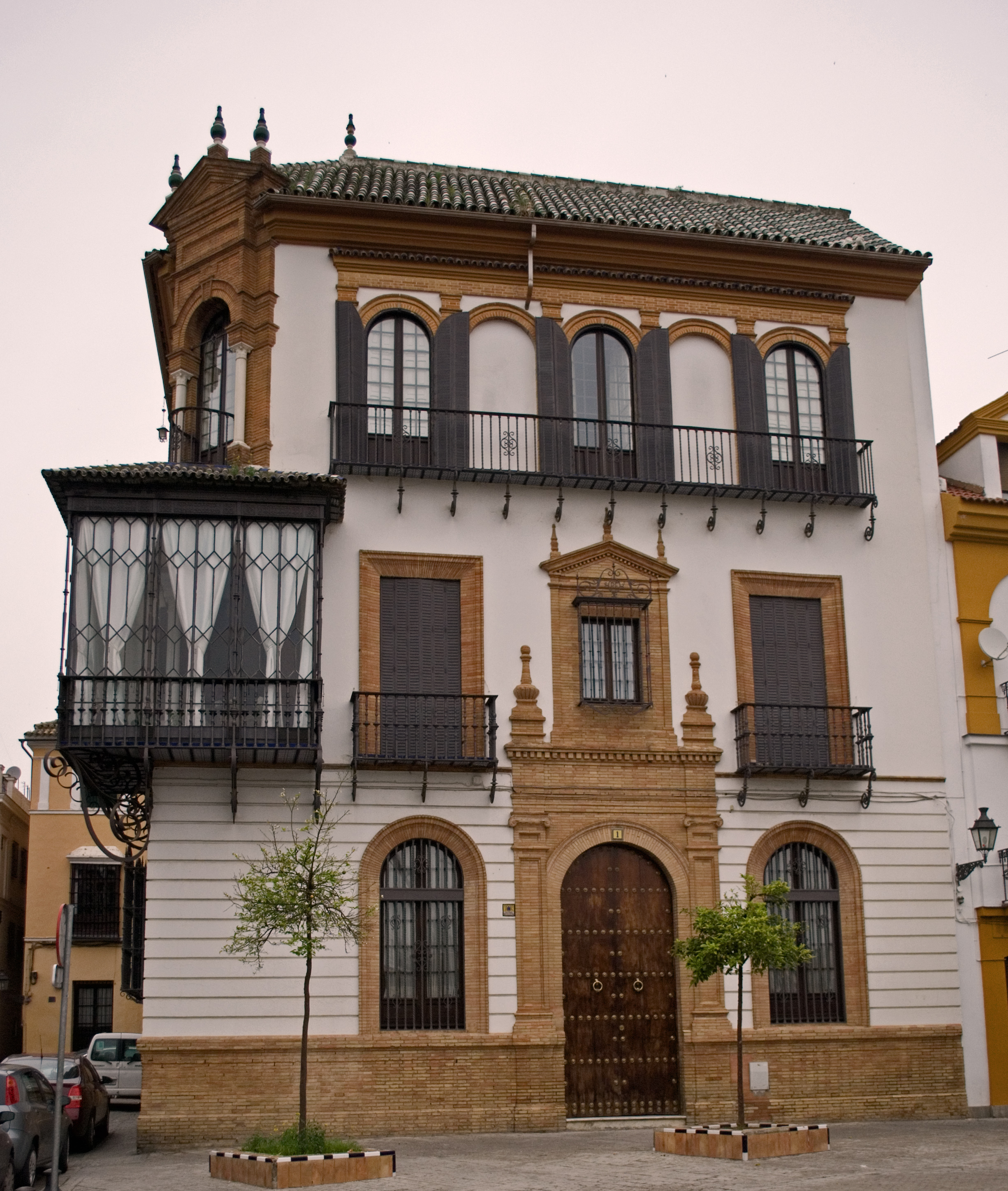
Edificio en la plaza de Refinadores esquina a calle Cano y Cueto, Sevilla (1915-1919).

El conde de Colombí formó parte del Comité Ejecutivo de la Exposición desde el comienzo y fue nombrado Comisario Regio el 2 de octubre de 1922. Colombí dimitió en diciembre de 1925. Le sucedió en el cargo José Cruz-Conde. Cruz-Conde pensó que el ritmo constructivo que llevaba González en la Plaza de España era excesivamente lento y que, de seguir así, no daría tiempo a edificar varios pabellones extranjeros, el casino, el arco conmemorativo y la Universidad Hispano-Americana. Además se redujo el presupuesto, por lo que algunas obras de González no se llegaron a realizar nunca. González estaba en desacuerdo con Cruz-Conde en diversos aspectos y dimitió en 1926. Le sustituyó Vicente Traver que, además de algunas pequeñas obras, realizó el casino y el teatro del recinto de la muestra, que en la actualidad es el teatro Lope de Vega.
González murió unos días antes de cumplir los 53 años. A su funeral acudió una multitud de personas, entre las cuales había personas del sector de la construcción. En el momento de su muerte era pobre y había acumulado varias facturas sin pagar. El periódico El Liberal propuso una colecta para su familia. Diversos ciudadanos y organizaciones de la ciudad donaron dinero. El 20 de octubre de 1929 el total de donaciones en metálico y en materiales de construcción era de 150.000 pesetas. Entre 1930 y 1932 se construyó, en una parcela del marqués de Esquivel, una nueva casa para la viuda. El diseño y la dirección de las obras corrió a cargo de los arquitectos Juan Talavera y Heredia y José Espiau. Esta casa es de estilo regionalista y se encuentra en el número 14 de la avenida de la Palmera.

## En la Exposición Iberoamericana
El proyecto y la realización de la Exposición Iberoamericana de Sevilla de 1929, constituyó para Aníbal González, el elemento clave de su actividad profesional y también de su vida personal y supuso la fuente principal de su prestigio como arquitecto y su gran popularidad en la ciudad de Sevilla.
Entre 1911 y 1926, como arquitecto director de la exposición, se convirtió en uno de los principales personajes del certamen.
En 1911, elaboró un anteproyecto que incluía cinco partes y que no fue acometido por completo. Como obras principales del proyecto original se ejecutaron tres palacios entre 1913 y 1919, el pabellón de la Industria, Manufacturas y Artes Decorativas (actualmente denominado pabellón Mudéjar, que alberga el Museo de Artes y Costumbres Populares); el pabellón de Bellas Artes (conocido como pabellón Renacimiento, que alberga Museo Arqueológico) y el pabellón Real. Los tres se encuentran dispuestos en torno a la Plaza de América, conformada por una amplia área ajardinada en cuyo centro se halla situada una terraza elevada con un estanque y una fuente, que constituye una de las creaciones más genuinas del regionalismo sevillano.
Su obra más significada fue la Plaza de España, cuya construcción se extendió entre 1914 y 1928. El proyecto comprendía la plaza y el gran palacio que la rodea. La inauguración se produjo en 1929. Este conjunto está formado por una plaza semicircular, de 200 metros de diámetro, bordeada por un canal que recorre 515 metros y que es atravesado por cuatro puentes. Los edificios que envuelven la plaza se estructuran en un edificio central, alas con edificaciones intermedias que compensan una excesiva longitud y dos torres en los extremos, con una altura de setenta y cuatro metros. La construcción está realizada con ladrillo visto y amplia decoración de cerámica, artesonados, hierro forjado y repujado y mármol labrado.

## Obra

### Etapa modernista
A pesar de que la Escuela de Arquitectura de Madrid tenía una línea académica historicista las primeras creaciones de Aníbal González fueron modernistas. Esta etapa duró del 1900 al 1909 aproximadamente. En torno a 1906 trabajó con su suegro, José Gómez Otero. De la etapa con Otero pueden reseñarse las casas en las calles Alfonso XII y Almirante Ulloa, así como la subsede de la Compañía Eléctrica Sevilla y su central térmica en el Prado de San Sebastián. Los edificios y proyectos más significativos de esta etapa son:
- 1901. Stand de la fábrica de Harinas "Los Ángeles", cerca del Cerro de los Ángeles, Getafe, Madrid. Siendo aún un aventajado estudiante, en Pabellón de la Exposición de Pequeñas Industrias. Parque del Retiro. Madrid. [29]
- 1901-1902. Hotel "Villa Rosa", para Pedro Vives Ferrer en la playa de Sanlúcar de Barrameda (Cádiz) <https://www.academia.edu/121968622/La_obra_de_An%C3%ADbal_Gonz%C3%A1lez_en_Sanl%C3%BAcar_de_Barrameda_C%C3%A1diz_1901_1923>
- 1901-1902. Hotel "Villa Gracia", para Pedro Vives Ferrer en la playa de Sanlúcar de Barrameda (Cádiz) <https://www.academia.edu/121968622/La_obra_de_An%C3%ADbal_Gonz%C3%A1lez_en_Sanl%C3%BAcar_de_Barrameda_C%C3%A1diz_1901_1923>[26]
- 1902. Anteproyecto para el palacio de la Exposición de Bellas Artes. Jardines de Cristina, Sevilla.
- 1902. Casa. Calle Lumbreras, 7, Sevilla.
- 1903. Proyecto de cárcel Celular. Sevilla.
- 1903-1905. Fábrica de tuercas, pernos y remaches de Ollero, Rull y Compañía. En colaboración con el ingeniero Juan Rull del Río. Ronda de Capuchinos, Sevilla.
- 1904. Fachada de la capilla del sagrario de la iglesia del Santo Ángel. Calle Muñoz Olivé, Sevilla.
- 1904-1906. Edificio de viviendas y el Café París. Calle Campana esquina con calle O'Donell, Sevilla. Desaparecido.
- 1905. Edificio de viviendas. Calle Luis Montoto, 3-5, Sevilla.
- 1905. Casa de vecinos. Calle Huertas, Sevilla.
- 1905-1906. Casas. Calles Alfonso XII, 27-29, y Almirante Ulloa, 4. Sevilla.
- 1905-1906. Edificio de viviendas. Alameda de Hércules, 90. Desaparecido.
- 1905-1906. Casa y almacén. Calle Arroyo, 9-13. Desaparecida la parte trasera.
- 1906. Edificio subcentral de la Compañía Sevillana de Electricidad. Calle Feria, Sevilla.
- 1906. Casa para Emilio Márquez. Avenida de la Constitución, Sevilla. Desaparecida.
- 1906. Casa. Calle San Esteban, Sevilla.
- 1906. Reforma de una casa. Calle Alfonso XII, 21, Sevilla.
- 1906-1908. Central térmica y vivienda para la Compañía Sevillana de Electricidad. En colaboración con el ingeniero Fernando Madariaga. Prado de San Sebastián, Sevilla. Desaparecidas.
- 1906-1908. Reforma de una casa para Javier Sánchez-Dalph y Calonge. Calle Monsalves, 10, Sevilla.
- 1906-1909. Grupo escolar Reina Victoria. Calle Pagés del Corro, Sevilla.
- 1907. Hotel en la playa para el marqués de Villamarta. Sanlúcar de Barrameda, provincia de Cádiz.
- 1907-1908. Edificio de viviendas y comercio. Calle Martín Villa, 6, Sevilla.
- 1907-1908. Casa. Calle Rodo, 8, Sevilla.
- 1907-1909. Fábrica y almacenes. Barqueta, Sevilla.
- 1907-1909. Casa y almacén. Calle Becas, 2, Sevilla.
- 1908. Panteón de Charlo y Denoyeur. Cementerio de San Fernando, Sevilla.
- 1908. Teatro de verano en el Prado de San Sebastián.
- 1908. Proyecto de urbanización de manzanas entre las calles Castelar y Santas Patronas, Sevilla.
- 1908-1910 y 1919-1920. Ampliación de fábrica de la calle Torneo. Actual edificio de la Junta de Andalucía.

### Etapa historicista
Se desconocen las causas que llevaron a Aníbal González a dedicarse por entero al historicismo a partir de 1909. Al principio algunas obras de esta etapa tuvieron algunas rémoras modernistas, aunque posteriormente esta conversión también le hizo despreciar las obras modernistas que había realizado antes de ese momento. Aunque el estilo neomudéjar se aprecia claramente en muchas de sus obras, el carácter ecléctico de los edificios de González hace que no pueda hablarse de obras estrictamente neomudéjares, al haber mezcla de diversos estilos. También se inspiró en el Renacimiento italiano y español. En su obra también incluía detalles neogóticos. Solía emplear elementos arquitectónicos propios de la región como el ladrillo, la cerámica vidriada y el hierro forjado.
Sus edificios y proyectos más significativos de esta etapa son los siguientes:
| - 1907-1908. Edificio de viviendas y comercio para Manuel Nogueira. Calle Martín Villa esquina calle Santa María de Gracia. - 1909-1910. Casino Arias Montano. Calles Mesones y Javier Sánchez Dalph, Aracena, provincia de Huelva. - 1909-1910. Plaza de abastos. Lora del Río, provincia de Sevilla. (Reformada). - 1909-1910 y 1906. Reforma de la sede de la Real Sociedad Económica de Amigos del País. Calle Rioja, Sevilla. (Desaparecido). - 1909-1910. Villa Ramona. Avenida de la Borbolla, Sevilla. (Desaparecida). - 1909-1910. Casa "el Barril". Calle Tomás de Ibarra, 14, Sevilla. - 1909-1911. Casa para Joaquín Sánchez-Dalph y Calonge. Calle Alhóndiga, 8, Sevilla. - 1910. Casa. Calle Jiménez Enciso, 35, Sevilla. - 1910. Casa. Avenida de la Borbolla, Sevilla. - 1910. Apeadero para Nicolás Luca de Tena. Calle Almirante Espinosa, 10, Sevilla. - 1910. Panteón de Rodríguez de la Borbolla. Cementerio de San Fernando, Sevilla. - 1910-1911. Casa. Calle Cuna, 41, Sevilla. - 1910-1911. Villa María. Avenida de la Borbolla, Sevilla. (Desaparecida). - 1910-1912. Casa. Calle Alonso el Sabio, 8, Sevilla. - 1910-1912. Casa de vecinos. Calle Portaceli, 6-8, Sevilla. - 1911. Proyecto de plaza de toros de Llerena, provincia de Badajoz. - 1911. Proyecto de mercado de Villamanrique de la Condesa, provincia de Sevilla. - 1911. Edificio de viviendas. Calle Torneo, 68, Sevilla. - 1911. Dependencias públicas, ayuntamiento y edificio de correos de Aracena, provincia de Huelva. - 1911-1912. Edificio de viviendas. Calle Villasís, Sevilla. - 1911-1914. Casa. Calle Puente y Pellón, 14-14, Sevilla. - 1911-1915. Plaza de Abastos. Calle José Nogales, Aracena, provincia de Huelva. (Reformada). - 1911-1915. Casa para el marqués de Villamarta. Calle Almansa, 11-17, Sevilla. (Reformada). - 1911-1915. Fábrica de gas y electricidad para la Compañía Catalana de Gas. Calle Bogotá, Sevilla. - 1912. Casa. Plaza de Madonados, 2-3. Sevilla. - 1912. Panteón de Cayetano Luca de Tena (ahora de López-Solé). Cementerio de San Fernando, Sevilla. - 1912. Proyecto de veinte casas econónicas. Colonia Periodistas. Campo de los Mártires, Sevilla. - 1912-1913. Casa. Calle Galera, 9-11, Sevilla. - 1912-1913. Casa para el conde de Ibarra. Calle San José, Sevilla. - 1912-1913. Edificio de viviendas. Encargo de Emilia Sholtz, viuda de Luca de Tena. Calle Núñez de Balboa, Sevilla. - 1912-1914. Casas para obreros "La Primera de Sevilla". - 1912-1914. Edificio de viviendas. Calle Boteros, 27. - 1912-1914. Casa para el marqués de Villamarta. Avenida de la Constitución, 16. Hoy sede del Banco Popular. - 1912-1916. Proyecto de ordenación del Cortijo de Maestrescuela. Barrio de Nervión. - 1912-1918. Edificio de viviendas. Paseo Colón y calle Núñez de Balboa, Sevilla. - 1913. Edificio de viviendas para Javier Sánchez-Dalp. Plaza de San Agustín, 5, Sevilla. - 1913. Panteón González. Cementerio de San Fernando, Sevilla. - 1913. Casa. Calle Gerona, 5, Sevilla. - 1913. Proyecto de 16 casas para obreros. "El Porvenir del Obrero". Sevilla. - 1913. Proyecto de 15 casas para obreros. "La Casa Propia". Sevilla. - 1913. Proyecto de 21 casas para obreros. "La Práctica". Sevilla. - 1913. Proyecto de casas para obreros. "El Mejoramiento del Obrero". Sevilla. - 1913. Reformas en el Archivo de Indias. Sevilla. - 1913-1914. Edificio de viviendas. Encargo de Emilia Sholtz, viuda de Luca de Tena. Calle Santa Clara, 57-59, Sevilla. - 1913-1914. Edificio de viviendas. Calle Espronceda, 7, Sevilla. - 1913-1914. Chalet. Avenida de la Borbolla, Sevilla. - 1913-1914. Edificio de viviendas. Encargo de Emilia Sholtz, viuda de Luca de Tena. Avenida de la Constitución, 14, Sevilla. - 1913-1914. Edificio de viviendas y comercio. Encargo de Javier Sánchez-Dalp. Avenida de la Constitución, 6, Sevilla. - 1914. Proyecto de canalización del Tamarguillo. - 1914. Casa. Calle San Vicente, 77, Sevilla. (Desaparecida). - 1914-1915. Casa. Calle Santas Patronas, 11, Sevilla. - 1914-1915. Chalet. Calle Progreso, 10, Sevilla. - 1914-1915 y 1927. Reformas de la plaza de toros de la Maestranza. Sevilla. - 1915. Casa. Huertas de San José y del Rosario, Sevilla. - 1915. Casa. Calle Guzmán el Bueno, 3, Sevilla. - 1915-1916. Casa. Avenida de la Borbolla, Sevilla. - 1915-1917. Edificio de viviendas y comercio. Calle Tetuán, 2, Sevilla. - 1915-1918. Casa para el marqués de Villamarta. Avenida de la Constitución, 18, Sevilla. Contigua a la otra y, en la actualidad, también sede del Banco Popular. - 1915-1918. Casa. Calle Alberto Lista, 2, Sevilla. - 1915-1919. Chalet para el periódico El Liberal. Calle Marqués de Nervión, Sevilla. (Desaparecido). - 1915-1919. Casa. Plaza Refinadores, 1, Sevilla. - 1915-1919. Edificio de viviendas y comercio. Calle Francos, 43-47, Sevilla. - 1915-1921. Casa. Avenida de la Borbolla, 81, Sevilla. (Reformada). - 1915-1921. Villa Antonia. Calle Progreso, 12, Sevilla. - 1916. Casa. Calle Pureza, 86, Sevilla. - 1916-1917. Edificio de viviendas y comercio. Calle San Esteban, 38, Sevilla. - 1916-1918. Casa para el marqués de Aracena. Calle Cuesta del Rosario, Sevilla. - 1916-1918. Edificio de viviendas. Calle Mateos Gago, 24, Sevilla. - 1916-1918. Casa. Calle Mateos Gago, 26, Sevilla. - 1916-1921. Edificio de viviendas. Calle Moratín, 18, Sevilla. (Desaparecido). - 1916-1924. Dos casas. Calle María Auxiliadora, 14, Sevilla. - 1917. Casa. Calle Canalejas, Sevilla. (Desaparecida). - 1917. Caseta del Círculo de Labradores para la Feria de Abril. Prado de San Sebastián. (Desaparecida). - 1917-1918. Fábrica de L. Coromina. Calle Porvenir, 27. 1919-1921; ampliación en calle Paz, 10. Sevilla. | - 1917-1920. Edificio para la Congregación de María Inmaculada y San Luis Gonzaga, de los jesuitas. Calle Trajano, 32-47, Sevilla. - 1918 y 1921-1924. Edificaciones y reformas en la finca Monte San Miguel del marqués de Aracena, Aracena, provincia de Huelva. - 1918. Parcelación en el barrio Aracenilla, Aracena, provincia de Huelva. - 1918-1920. Casa. Calle San Felipe, 13, Sevilla. - 1918-1920. Hotel San Sebastián, luego hotel Biárritz. Calle Martín Villa, 3-5, Sevilla. - 1919. Casa. Avenida de la Borbolla, 63, Sevilla. - 1919. Panteón de la familia Pozo. Cementerio de San Fernando, Sevilla. - 1919. Edificio "Los Caminos"-Peyre. Calle Francos, 40-42, Sevilla. - 1919-1920. Panteón de la familia Benjumea. Cementerio de San Fernando, Sevilla. - 1919-1921. Casa para el general Antonio Ollero de Sierra. Ronda Capuchinos, Sevilla. (Desaparecida) - 1919-1921. Ampliación de la sede del Círculo Mercantil. Calle Moreno, 10-12, Sevilla. - 1919-1924. Reforma del edificio de la antigua Audiencia. En la actualidad es sede de la Fundación Cajasol. - 1920-1921. Edificio de viviendas. Calle Boteros, 26, Sevilla. - 1920-1921. Almacenes de Carbonell y Compañía. Calle Jiménez Aranda, 23, Sevilla. (Desaparecido). - 1920-1923. Chalet para el marqués de Paterna del Campo. Calle Juan Pablo, 6, Sevilla. - 1920-1923. Edificio de viviendas y cine Trajano. Calle Trajano, 14-16, Sevilla. - 1920-1924. Casa para el conde Ibarra. Calle José, 5, Sevilla. - 1921. Panteón de Sánchez-Dalp y Calonge. Cementerio de San Fernando, Sevilla. - 1921. Proyecto de un edificio para el Seminario Conciliar. Huerta del Rey, Sevilla. - 1921-1922. Grupo colectivo Enramadilla de 24 viviendas del Patronato Municipal de Casas Baratas. Avenida Ramón y Cajal, Sevilla. - 1921-1923. Villa María. Avenida de la Palmera. En la actualidad es sede de la clínica Nuestra Señora de Fátima. - 1922. Antesala de la gruta de las Maravillas. Aracena, provincia de Huelva. - 1922. Edificio de viviendas. Calle Feijoo, 11, Sevilla. - C. 1922. Proyecto de terminación de la iglesia de Santa María. Aracena, provincia de Huelva. - C. 1923. Reformas en las bodegas de Pedro Domecq. Calle San Ildenfonso, Jerez de la Frontera, provincia de Cádiz. - 1923-1926. Chalet "Las Palmeras" para Torcuato Luca de Tena. - 1923-1927. Palacio del Marqués de Monteflorido, c/ Rafael González Abreu 3, Sevilla. - 1924. Glorieta de Más y Prat. Parque de María Luisa, Sevilla. - 1924-1927. Panteón de Nicolás Luca de Tena. Cementerio de San Fernando, Sevilla. - 1924-1925. Panteón de Agustín Peyre. Cementerio de San Fernando, Sevilla. - 1924-1925. Casa. Calle Cuesta del Rosario, 14. Sevilla. - 1924-1925. Casa. Calle Luis Montoto, 33-35, Sevilla. - 1924-1928. Nueva capilla de la Virgen del Carmen. Plaza del Altozano, Sevilla. - 1925. Proyecto para el teatro Villamarta. Jerez de la Frontera, provincia de Cádiz. - 1925-1926. Ocho chalets. Barrio Aracenilla, Aracena, provincia de Huelva. - 1925-1926. Casa. Calle Mañara, Sevilla. - 1925-1928. Ampliación del edificio de ABC. Paseo de la Castellana, Madrid. - 1926. Casas Baratas. Avenida de Miraflores, Sevilla. - 1926. Glorieta de los Hermanos Álvarez Quintero. Parque de María Luisa, Sevilla. - 1926-1927. Edificio de viviendas. Avenida de la Constitución, Sevilla. - 1926-1928. Almacenes y fábrica de harina. Calle Demetrio de los Ríos, 5, Sevilla. - 1926-1928. Casa. Calle Santa Ana, 29, Sevilla. - 1927. Proyecto de un arco conmemorativo en honor de la Legión. Junto con Manuel Delgado Brackenbury. Dar Riffen, cerca de Ceuta. - 1927. Asilo y capilla de San Cayetano. Calle San Julián, 3, Sevilla. - 1927. Ampliación de la casa de Manuel Sánchez-Dalp. Calle Monsalves, 12, Sevilla. - 1927-1928. Edificio Gallo Azul para Pedro Domecq. Calle Larga, Jerez de la Frontera, provincia de Cádiz. - 1927-1928. Edificio de viviendas. Calle Jiménez Aranda, 6, Sevilla. - 1927-1928. Edificio de viviendas. Calle Rosario, 11, Sevilla. - 1927-1928. Edificio de viviendas. Plaza del Padre Jerónimo de Córdoba, 6, Sevilla. - 1927-1928. Edificio de viviendas y almacén. Calle Progreso, 22, Sevilla. - 1927-1928. Edificio de viviendas. Calle La Florida, 1, Sevilla. - 1927-1930. Sede de la Real Maestranza de Caballería. Edificio concluido de forma póstuma. Paseo de Colón, Sevilla. - 1927-1930. Edificio de la Compañía Ibarra. Edificio concluido por Aurelio Gómez Millán. Calle Menéndez Pelayo, 4, Sevilla. - 1928. Proyecto de edificios para la terminal del Aeropuerto Transoceánico de la Compañía Colón Transaérea Sevilla-Buenos Aires. Cortijo Hernán Cebolla, Sevilla. - 1928. Proyecto de la basílica de la Inmaculada Milagrosa. Huerta del Rey, Sevilla. Solamente se realizaron los basamentos. - 1928. Proyecto del teatro Luca de Tena. Calle Laraña, Sevilla. - C. 1928. Proyecto de estación de ferrocarril. Jerez de la Frontera, provincia de Cádiz. - 1928-1929. Edificio de viviendas y oficinas. Calle Santas Patronas, 9, Sevilla. - 1929. Casa ofrecida por la ciudad de Jerez a Miguel Primo de Rivera. Jerez de la Frontera, provincia de Cádiz. - 1929-1930. Convento de los Padres Paules. Edificio concluido de forma póstuma. Calle Pagés del Corro, 180, Sevilla. - 1929-1930. Casa. Edificio concluido de forma póstuma. Calle Mesón del Moro, 10, Sevilla. - 1929-1930. Edificio de viviendas. Calle Mateos Gago, 14. - 1929-1930. Almacenes. Edificio concluido de forma póstuma. Calle Fernando Tirado, 12-22, Sevilla. (Solo se conservan algunas de las seis naves) - 1929-1930. Casa. Obra dirigida por Aurelio Gómez Millán. Calle Tomás de Ibarra, 19, Sevilla. (Desaparecida). |

#### Exposición Iberoamericana
- 1911-1925. Varios trabajos: Proyecto general para la Exposición Hispano-Americana (luego Ibero-Americana). Proyecto del segundo emplazamiento. Proyecto del núcleo central. Anteproyecto de urbanización del sector sur. Emplazamiento general de la Exposición Ibero-Americana.
- 1911-1914. Palacio de Arte Antiguo (pabellón Mudéjar). Plaza de América, Sevilla. En la actualidad es el Museo de Artes y Costumbres Populares.
- 1911-1916. Pabellón Real. Plaza de América, Sevilla. En la actualidad son oficinas municipales.
- 1911-1919. Pabellón de Bellas Artes. Plaza de América, Sevilla. En la actualidad es el Museo Arqueológico Provincial.
- 1912. Proyecto para la Plaza de América.
- 1912-1914. Pabellón de la Asociación Sevillana de Caridad. Calle Reyes Católicos, Sevilla.
- 1914. Proyecto del Gran Casino de la Exposición (finalmente, fue realizado por Vicente Traver).
- 1914-1928. Plaza de España. En la actualidad sus edificios albergan la Capitanía General de la Región Militar y la Delegación del Gobierno de España en Andalucía.
- 1917. Proyecto de palacio de Ciencias y Letras en los jardines del palacio de San Telmo.
- 1919-1924. Proyecto de varios edificios para la futura Universidad Hispano-Americana. Palacio de Facultades.
- 1925. Proyecto de un arco de entrada para la Exposición Iberoamericana.

## Obra escrita
Este arquitecto publicó unos pocos escritos breves. En febrero de 1913 publicó en El Liberal los artículos: Estética urbana, Plano general de la ciudad y La casa sevillana. Al igual que otros arquitectos, como Lampérez y Rucabado, fue un firme defensor de ese movimiento arquitectónico y, en esta línea, realizó algunas declaraciones al periódico Unión Patriótica el 6 de febrero de 1929.
En La casa sevillana escribió:

Si las costumbres son diferentes, si se recuerdan tradiciones distintas, si los usos de las localidades son variados y los materiales de construcción, los elementos ornamentales, las prácticas de los obreros, el clima, nada es idéntico, ¿cómo han de serlo el estilo y el carácter de las edificaciones que no son más que las expresiones resultantes de los factores mencionados?.